# Ram Jam
A Ram Jam rövid életű brit-amerikai rock/boogie rock együttes volt. Legismertebb daluk a Black Betty. Mindössze egy évig működtek; pályafutásuk alatt két nagylemezt adtak ki.

## Története
1977-ben alakultak New Yorkban. Tagjai Bill Bartlett, Howie Arthur Blauvelt, Pete Charles és Myke Scavone voltak. Jimmy Santoro a második nagylemezen gitározott. Bartlett korábban a The Lemon Pipers nevű bubblegum pop együttes gitárosa volt, míg Blauvelt Billy Joellel együtt játszott több zenekarban is: a the Echoes-ban, a The Hassles-ben és az El Primóban.
Bill Bartlett Starstruck néven alapított együttest, miután kilépett a Lemon Pipers-ből. A Starstruck tagjai Steve Walmsley és Bob Nave voltak. Walmsley azonban elhagyta az együttest, helyére David Goldflies került. Bartlett átdolgozta Lead Belly Black Betty című dalát, és a csapat TruckStar nevű kiadóján keresztül adta ki. A dal sikeres lett a régióban. Ezután egy csapat New York-i producer újból kiadta a dalt, amely az egész országban sláger lett.
Az együttes felállása ekkor a következő volt: Bill Bartlett (gitár, ének), Tom Kurtz (ritmusgitár, ének), David Goldflies (basszusgitár) és David Fleeman (dob). Annak ellenére, hogy a dal sláger lett, egyes szervezetek bojkottálták azt a szövege miatt.
A bojkott azonban sikertelen volt, és a dal több ország slágerlistájára is felkerült.
Második albumuk azonban már csak mérsékelt sikert ért el, így az együttes 1978-ban feloszlott. A lemezt az angol "Rock Candy Records" 2006-ban újból kiadta.

## Tagok
Utolsó felállás
- Myke Scavone – ének, ütős hangszerek (1977–1978)
- Bill Bartlett – gitár, ének (1977–1978)
- Jimmy Santoro – gitár (1977–1978)
- Howard Arthur Blauvelt – basszusgitár, vokál (1977–1978; 1993-ban elhunyt)
- Pete Charles – dob (1977–1978; 2002-ben elhunyt)

Koncerteken fellépő tagok
- Glenn Dove – dob (1978–1979)
- David E. Eicher – billentyűk (1978–1979)
- Dennis Feldman – basszus (1978–1979)
- Greg Hoffman – gitár (1978–1979)
- Sherwin Ace Ross – ének (1978–1979)

## Diszkográfia
- Ram Jam (1977) – #34 US, #16 AUS[6]
- Portrait of the Artist as a Young Ram (1978)

### Válogatáslemezek
- The Very Best of Ram Jam (1990)

### Kislemezek
- "Black Betty" / "I Should Have Known" (1977) #18 US, #7 UK, #3 AUS[6]
- "Keep Your Hands On the Wheel" / "Right on the Money" (1977)
- "Pretty Poison" / "Runaway Runaway" (1978)